# Afrotritermus natalicus
Afrotritermus natalicus (лат.) — вид паразитических наездников рода Afrotritermus из семейства Braconidae (Exothecinae). Африка: ЮАР (Cape Prov., Cape Peninsula, Hout Bay, Skoorsteenkop).

## Описание
Длина тела самок от 1,3 до 1,8 мм, длина переднего крыла от 1,2 до 1,6 мм. Основная окраска красновато-коричневая. От близкого вида Afrotritermus capensis отличается морщинистым лбом, узким в основании первым тергитом. Нижнечелюстные щупики 5-члениковые, нижнегубные щупики состоят из 3 сегментов. Усики состоят из 17—20 члеников. Птеростигма коричневая. Предположительно, как и близкие виды, идиобионтные эктопаразитоиды личинок насекомых. Вид был впервые описан в 1995 году российским гименоптерологом Сергеем Белокобыльским (ЗИН РАН, Санкт-Петербург, Россия).